# Amalgame dentaire
Pour les articles homonymes, voir Amalgame.
En dentisterie, un amalgame dentaire est un matériau utilisé pour obturer les cavités résultant de l'élimination de tissus dentaires affectés par des caries.
Bien qu'on l'appelle aussi « plombage », l'amalgame dentaire ne contient pas de plomb.
Il contient en revanche du mercure lié à d'autres métaux. Bien que la toxicité du mercure soit bien établie, la toxicité des amalgames reste controversée.

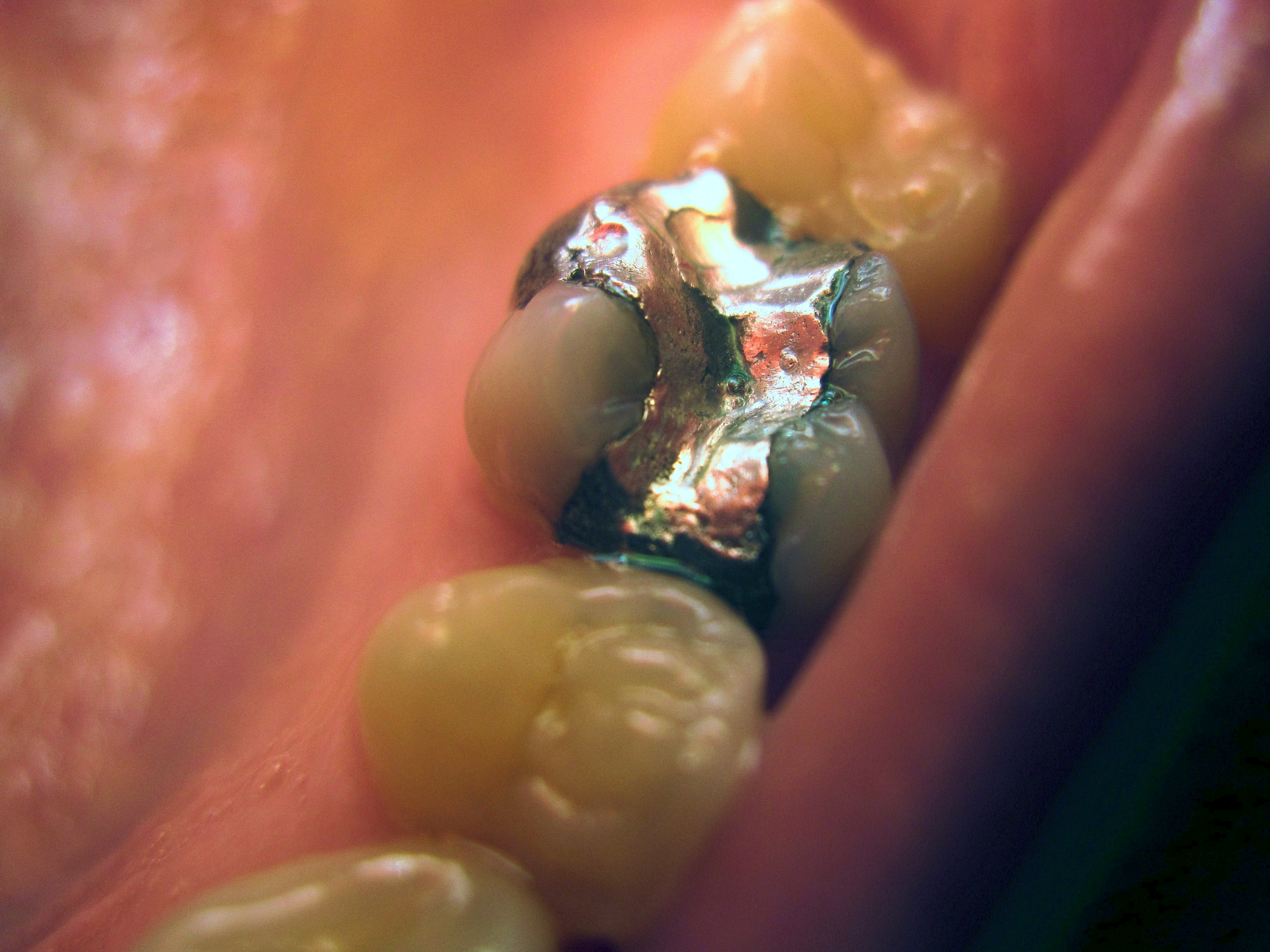
Un amalgame dentaire contient en moyenne environ un gramme de mercure.

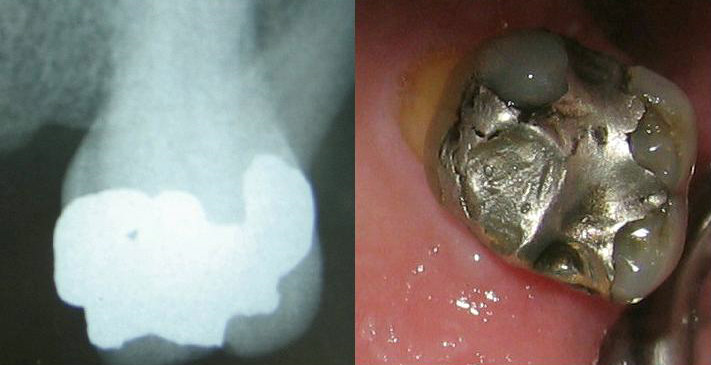
Radiographie et photographie d’une seconde molaire restaurée avec un important amalgame.

## Historique
Les amalgames sont très anciens : on en retrouve sur des fossiles de dents d'hommes préhistoriques, faits probablement de goudrons ou de résines enfoncés dans un trou foré à l'aide d'outils servant à percer les perles ou les coquillages,.
Les plombages sont apparus en Chine avant le VIIe siècle, comme l’atteste un texte de l'an 659. Cependant, ce n'est qu'à partir de 1850 que leur usage se répand. Au cours du XIXe siècle, l'amalgame au mercure remplace progressivement celui à base d'or aux États-Unis[réf. nécessaire].

## Composition et préparation
La composition varie selon les types d'amalgames et les époques.
Un amalgame traditionnel est formé d'un mélange de mercure liquide (1 gramme environ par amalgame) et d'autres métaux en poudre : 
- mercure : permet la plasticité du matériau lors de sa mise en place ; il représente 50 % de la masse ;
- argent : c'est le métal majoritaire après le mercure (30 % de la masse) ;
- cuivre ;
- étain ;
- zinc (pas toujours présent) ;
- autres métaux : ils sont ajoutés par les fabricants, mais non révélés (secret de fabrication) pour améliorer le temps de prise ou les propriétés mécaniques finales du mélange. Certains amalgames contiennent du béryllium (métal toxique et très réactif), du palladium, de l'indium ou du platine[5].

Ce mélange conduit à un matériau final très performant pour obturer les dents cariées. Le pourcentage de mercure dans les nouveaux alliages descend à 40-45 %.
On distingue trois étapes dans la formation d'un nouvel amalgame :
1. Trituration : imprégnation du mercure liquide dans les métaux en poudre ;
2. Amalgamation : réaction chimique du mercure sur les métaux ;
3. Cristallisation du matériau final.

## Propriétés
- Avantages : 
  - grande résistance mécanique et bonne étanchéité impliquant une pérennité dans le temps (parfois plus de 20 ans) ;
  - cariostatique (car bactériostatique) ;
  - facilité de manipulation et rapidité de pose ;
  - coût faible.

- Inconvénients : 
  - plus dur que la dent (risque de fracture de la dent en cas de reconstitution de volume important) ;
  - inesthétique ;
  - toxicité (libération de mercure, électrogalvanisme buccal) ;
  - technique de pose. Contrairement aux solutions alternatives, ils sont posés en contre-dépouille (cavité à base élargie), ce qui oblige généralement à creuser un peu la cavité.

## Toxicité
Depuis 1926 et les travaux d'Alfred Stock, les amalgames sont régulièrement mis en cause, notamment en raison du mercure qu'ils contiennent. Certaines études toxicologiques estiment que le contact permanent avec la dent, la gencive ou la salive dans un milieu parfois acide, et anaérobie (sous l'amalgame) peut pour certains patients être dommageable en générant des problèmes de santé. Le mercure est, en effet, un métal volatil à température ambiante, mais également un métal très réactif dans les organismes vivants, plus ou moins selon différents facteurs (température, acidité, forme chimique, absence ou présence d'oxygène, méthylation, etc.) Il peut se lier aux molécules organiques constituant la cellule vivante (acides nucléiques, protéines…) et modifier leur structure ou inhiber leurs activités biologiques, même à très faible dose. La toxicité du mercure est bien connue, et les mécanismes biochimiques par lesquels le mercure interagit dans le corps humain sont largement démontrés par la littérature.

### Un sujet controversé
La toxicité des amalgames est controversée. Si personne ne conteste plus le fait que les amalgames relarguent du mercure dans la bouche des porteurs d'amalgames, la controverse actuelle sur l'innocuité des amalgames porte essentiellement sur la question de la dose minimum pouvant entraîner un effet négatif sur la santé.
La polémique concernant la toxicité du mercure contenu dans l’amalgame est ancienne et ne fait que s’intensifier ; il est incriminé dans l’apparition de plusieurs maladies générales. En 2011, un dossier paru dans Le Courrier du dentiste, basé sur quelques études n’ayant pas révélé un risque réel pour la santé des patients, conclut à l’innocuité de l’amalgame et à la non-justification de l’interdiction de son emploi ou de sa dépose. Les opposants à l'utilisation du mercure dans les amalgames dentaires soupçonnent la profession dentaire de privilégier ce matériau par conservatisme et pour son faible coût. Les dentistes mettent en avant une plus grande stabilité et une meilleure protection contre les caries. Le mercure est interdit dans les amalgames dentaires en Arménie, au Danemark, en Géorgie, en Norvège, en Suède et en Suisse.

### Le relargage du mercure
Au début des années 1980, plusieurs laboratoires ont montré que de la vapeur de mercure (Hg) est continuellement libérée par les amalgames.
Ce taux de relargage est nettement augmenté immédiatement après brossage des dents ou mastication (taux de relargage multiplié par 15). Le mercure relargué par les amalgames peut être très variable d'un individu à un autre et être aggravé en cas de bruxisme ou de consommation de chewing-gum, notamment les anciens fumeurs utilisant des pâtes à mâcher à la nicotine.
Les niveaux de mercure dans l'air et le sang sont corrélés à la surface et au nombre d'amalgames des molaires. Un amalgame avec une surface de 0,4 cm2 libère 15 µg Hg/jour par usure mécanique, évaporation et dilution dans la salive.
Un autre facteur aggravant le relargage de mercure est la présence de métaux différents en bouche, créant un phénomène d'électrogalvanisme : amalgames, couronnes, dent en or, par exemple, mais certaines études ont également mis en évidence ce phénomène entre anciens amalgames et amalgames récemment posés. Il conviendrait de limiter le polymétallisme, y compris avec les implants en titane, ce dernier réagissant aussi avec les amalgames au mercure. Enfin, si l'amalgame n'a pas été poli, sa surface de contact avec la salive est alors beaucoup plus importante (jusqu'à un facteur 100), augmentant la libération de mercure.
Concernant la valeur moyenne absorbée, différentes études ont établi une fourchette allant de 2 à 27 µg/jour, certains individus pouvant présenter des valeurs supérieures à 100 µg/jour.
L'OMS retient une fourchette de 3 à 17 µg/jour et une valeur moyenne de 10µg/jour.
Il semble donc aujourd'hui admis que les amalgames dentaires soient la première cause d'absorption de mercure, devant le poisson et les produits de la mer (2,3 µg/jour) ou l'eau (0,3 µg /jour) bien que les formes de mercure soient différentes. 
D'après une étude, les deux tiers du mercure éliminé par les urines viennent des amalgames dentaires et la quantité éliminée est corrélée à la surface totale des amalgames. Le mercure dans les urines, le sang et les selles diminue quand les amalgames sont enlevés,. Le plus important relargage de vapeurs de mercure a lieu lors de la mise en place ou de la dépose des amalgames. Ces opérations sont toutefois au XXIe siècle plus sécurisées (aspiration des vapeurs, conservation sécurisée des déchets). La dégradation des plombages ne libère pas de mercure organique (forme la plus toxique du mercure) mais il peut arriver qu'un morceau d'amalgame se détache et soit avalé, et qu'exceptionnellement, il soit bloqué dans l'appendice, avec risque de production (faible mais chronique) de méthyl-mercure toxique et bioaccumulable.
En septembre 2016, une équipe internationale de chercheurs publie une étude réalisée à l'aide de l'European Synchrotron Radiation Facility montrant que l'on peut distinguer dans un cheveu humain la contamination par du mercure provenant du retrait sans précautions d'un amalgame dentaire et celle provenant de la consommation de poisson. Selon le type de contamination, la liaison du mercure avec les protéines du cheveu est différente. L'expérience permet en outre de déterminer avec une grande précision la date du retrait de l'amalgame,.

### Accumulation du mercure dans le corps et taux sanguins
Différentes études menées par traçage de mercure radioactif sur le mouton, le singe ou l'homme (autopsies) ont mis en évidence l'accumulation du mercure issu des amalgames dentaires, notamment dans les reins, le cerveau, le système gastro-intestinal, le foie ou les tissus de la mâchoire. La première étude sur le mouton a été contestée pour plusieurs points : placement des amalgames en vis-à-vis, mercure éventuellement avalé lors du placement des amalgames (absence de digue dentaire en latex)… Les études menées ensuite sur le singe ont cependant mené à la même conclusion. Les études menées sur le mouton ont également montré que le niveau sanguin de mercure reste bas, car il est rapidement retenu par les tissus, ce qui indique que le taux sanguin de mercure n'est pas un indicateur fiable d'intoxication ou de la charge corporelle totale en mercure. Selon ces auteurs, un test de « mobilisation » à l'aide d'un chélateur devrait, en effet, être utilisé.
Une étude de 2016, basée sur la cohorte du National Health and Nutrition Examination Survey américain (14 703 personnes), conclut que le mercure total sanguin (THg), le mercure inorganique (IHg) et le méthylmercure (MeHg) sont significativement plus élevés dans le sang des sujets porteurs d'amalgames dentaires.

### Métabolisme
L'absorption du mercure métallique est faible par voie digestive (< 1 %). Cependant, environ 10 % des vapeurs de mercure sont transportées jusqu'aux poumons où 80 % du mercure est alors absorbé[réf. souhaitée]. Ce mercure est ensuite oxydé dans les cellules en Hg2+, cette forme étant par ailleurs mieux assimilée par voie digestive[réf. souhaitée]. Sous sa principale forme organique, le mercure méthylé (méthylmercure) est encore plus bioassimilable. Diverses bactéries peuvent transformer le mercure métallique en mercure méthylé.
À l'instar des formes organiques, le mercure métallique Hg est par ailleurs soluble dans les lipides et peut traverser les membranes cellulaires, dont la barrière hémato-encéphalique ce qui explique sa distribution dans le cerveau, le placenta ou le lait maternel. À l'inverse, les ions Hg2+ diffusent mal à travers les membranes cellulaires.
Les groupements sulfhydryle des protéines se lient aux métaux de transition, dont le mercure, ce qui changerait la conformation de certaines enzymes et les inactiveraient. 
Le mercure intracellulaire se lie ainsi au glutathion, principal composé sulfhydryle (qui participe ainsi au processus naturel de détoxication), et aux protéines comportant un groupe cystéine.

### Mercure et neurodégénérescence: le problème de la dose
S'il est aujourd'hui admis que les amalgames dentaires libèrent du mercure, la question porte alors sur la dose entraînant un effet toxique. Différentes études ont montré des effets toxiques à basses concentrations de mercure sur le cerveau et son rôle est suspecté dans certains cas d'autisme.
Il est aujourd'hui établi que le mercure s'accumule de façon sélective dans le cerveau, notamment dans les zones en lien avec la mémoire. Le mercure pourrait être impliqué dans l'apparition de la maladie d'Alzheimer : une formation anormale des microtubules (perturbation de la polymérisation liée à la tubuline), caractérisant la maladie d'Alzheimer a été mis en évidence dans le cerveau de rats intoxiqués avec l'ion Hg2+. 
Ces effets ont pu être montrés chez le rat, avec des expositions à des vapeurs de mercure similaires à celles mesurées dans la bouche d'êtres humains avec amalgames.
La tubuline est en effet un composant majeur de la structure membranaire du neurone. Pendant la croissance normale de la cellule, les molécules tubulaires s'imbriquent bout à bout (polymérisation) pour former les microtubules, protégeant les neurofibrilles (autre protéine structurale de l'axone). Cette polymérisation est liée à l'hydrolyse de la Guanosine triphosphate (GTP) qui fournit l'énergie nécessaire à la polymérisation. 
En présence d'une très faible concentration de mercure (Hg), la membrane neuronale dégénère, laissant les neurofibrilles dénudées, sans structure protectrice,. Cette étude a montré que le mercure infiltre la cellule et s'attache aux sites réservés à la liaison avec la GTP, empêchant les molécules de s'imbriquer entre elles : les microtubules et le cône axonique se rétractent, les neurofibrilles s'agrègent ou s'emmêlent. 
L'effet n'a pas pu être reproduit avec d'autres métaux lourds. 
Des lésions semblables ont été observées dans les cerveaux de 80 % des patients souffrant de la maladie d'Alzheimer. 
Il a été également montré que le mercure inorganique perturbe la différenciation des cellules souches neurales : les propriétés morphologiques des astrocytes sont alors modifiées et la population de neurones est réduite.

### Altération des fonctions rénales
Différentes études ayant montré que le mercure des amalgames se concentre dans les reins chez le mouton, le singe ou l'homme, certaines recherches se sont orientées sur les effets du mercure à de telles concentrations. Chez le mouton et le singe, les études montrent une capacité rénale détériorée. Les études menées à l'Université de Calgary sur le mouton ont montré que le mercure des amalgames provoquait une altération de la fonction rénale des sujets expérimentaux avec une baisse des fonctions allant jusqu'à 60 %. Des teneurs subcliniques en mercure peuvent compromettre les fonctions rénales et certaines autorités sanitaires jugent préférable de réduire les risques d'exposition chez les patients souffrant déjà de problèmes rénaux en évitant notamment la pose ou la dépose d'amalgames,.

### Cas du personnel des cabinets dentaires
Les professionnels sont les plus exposés au mercure de l'amalgame. Les sources de pollution des cabinets dentaires sont multiples : travaux sur amalgames (pose, dépose, polissage), détartrage à ultrason, séparateur d'amalgame (par manque d'étanchéité), crachoirs, stockage du mercure sans recouvrement…
Ces concentrations peuvent atteindre des pics importants dépassant de beaucoup la limite autorisée lors de travaux sur amalgames. Une étude de l'université de Glasgow menée sur 180 cabinets dentaires a ainsi montré que, malgré l'amélioration continue de l'hygiène mercurielle ces 20 dernières années, 70 % des cabinets présentaient des valeurs de concentrations mercurielles supérieures aux normes de sécurité autorisées. 
Hors vaporisation lors des travaux, le mercure s'accumule au niveau de l'amalgamateur et dans les angles, notamment les plinthes et la base du fauteuil. Il est ensuite lentement re-vaporisé à température ambiante. 
Cette exposition se traduit par des concentrations de mercure dans les urines, dans le sang, dans l'hypophyse (jusqu'à 35 fois plus élevées) notablement supérieures à la moyenne de groupes témoins. Dans le cas des dentistes, le taux de mercure dans l'organisme et
l'hypersensibilité augmente sensiblement avec les années d'exercice et même les années d'étude,. 
Si on trouve des études portant sur des expositions à des niveaux supérieurs à 50 μg Hg/m3, l'exposition à des doses chroniques inférieures aux marges de sécurité posent des problèmes dans l'évaluation de l'intoxication. Les tests neuro-comportementaux sont assez sensibles pour détecter les effets infracliniques susceptibles d'apparaître à faible exposition : attention, performance motrice, codage perceptif, apprentissage, mémoire, etc. Ils ont ainsi mis en évidence que les vapeurs de mercure, même à faibles doses, sont à l'origine de différents symptômes : troubles de l'humeur (instabilité émotionnelle, irritabilité), dépression, troubles moteurs (coordination, tremblements), troubles cognitifs, déficit d'attention, troubles digestifs, pertes de mémoire, fatigue.
Une étude menée à Singapour s'est également intéressée aux effets d'une exposition chronique à faible dose chez les dentistes (âge moyen : 32 ans, exposition moyenne 14 μg Hg/m3, période moyenne : 5,5 ans). Elle a montré que l'intelligence n'est pas réduite, mais que les dentistes présentaient des différences avec le groupe témoin dans différents domaines : capacités motrices et mémorielles dégradées de façon significative, humeur plus agressive, montrant un possible effet de l'exposition au mercure sur la personnalité. Selon les auteurs, la baisse des capacités motrices et mémorielles pourrait être un signe de dégradation précoce des systèmes nerveux central et périphérique. La dégradation des performances a également été mise en évidence entre les dentistes les moins exposés et les plus exposés : les performances se dégradent notamment avec les années d'exposition, montrant que les résultats ne pouvaient être attribués à un biais lié au groupe témoin. Les dentistes ont également trois fois plus de problèmes de mémoire que le groupe témoin et dix fois plus de maladies rénales.
Une intoxication aigüe entraînant chez l'animal divers problèmes (malformations congénitales, inhibition de l'ovulation, avortement spontané), une équipe californienne s'est intéressée à la fertilité des assistantes dentaires. Elle a été menée sur 418 femmes, le
groupe témoin étant constitué d'assistantes ne travaillant pas avec des amalgames. Elle a montré une baisse de la fécondabilité (probabilité de conception à chaque cycle) sur les assistantes très exposées (préparant plus de 30 amalgames par semaine et présentant un facteur d'hygiène mercuriel moins élevé). D'une façon surprenante, les résultats sont contradictoires à faibles expositions, les auteurs avançant l'hypothèse d'une protection par les métalloprotéines produites à ces doses. Ceci souligne l'intérêt d'une bonne hygiène mercurielle dans un cabinet dentaire. 
Des pistes y sont suggérées pour limiter l'exposition au mercure :
- l'idéal serait d'éviter autant que possible l'amalgame et la recherche d'une alternative à bas coût devrait être une priorité ;
- la conception des cabinets dentaires devrait être revue afin de minimiser l'accumulation de mercure et de faciliter le nettoyage ;
- l'émission quotidienne de mercure dans un cabinet devrait être évaluée et le personnel des cabinets devrait être suivi médicalement dès les années d'études, de façon périodique, pour évaluer d'éventuels symptômes ou désordres qui pourraient être liés aux pratiques du cabinet ;
- lors des travaux sur amalgames, il faut utiliser un champ opératoire approprié.

### La méthodologie des études sur les amalgames
En 2004, une publication allemande émet l'hypothèse que la plupart des études sur la toxicité des amalgames dentaires comportent plusieurs biais méthodologiques qui pourraient expliquer la controverse. Les hypothèses de base sont que le passé dentaire devrait être pris en compte et que la concentration de mercure dans les urines ou le sang ne reflète pas la charge mercurielle dans le corps et n'est pas corrélée à la sévérité des symptômes. La demi-vie du mercure dans le sang est courte car le mercure pénètre rapidement dans les tissus : « le taux mercuriel sanguin reflète ainsi uniquement l'exposition récente au mercure. » En outre, quand l'exposition au mercure s'arrête, la demi-vie du mercure dans le cerveau ou les os varie de 1 à 18 ans. Selon les auteurs, la mesure du taux sanguin de mercure ne peut donc pas être utilisée pour diagnostiquer une intoxication chronique au mercure : en particulier « des personnes présentant le même taux sanguin de mercure peuvent présenter des symptômes complètement différents. » La question est alors de savoir pourquoi les individus réagissent de façons différentes à la même exposition mercurielle. D'autres études fournissent une réponse au moins partielle : les patients souffrant de symptômes liés aux amalgames possèdent plus souvent l'allèle codant l'apolipoprotéine E4 (ApoE4). La présence de ce gêne est par ailleurs un facteur de risque pour la maladie d'Alzheimer. Un lien possible est que l'apoE4 présente une capacité de détoxification du mercure réduite par manque de groupes thiols. À l'inverse, l'ApoE2 et l'ApoE3 peuvent lier et donc détoxifier les métaux lourds comme le mercure et le plomb.

### Devenir du mercure
La question du devenir du mercure aspiré, ventilé ou envoyé à l'égout a été posée. Depuis 2002, les installations dentaires doivent être équipées d'un récupérateur d'amalgame, système qui filtre les débris pour éviter leur rejet dans les nappes phréatiques.
Enfin se pose le problème du devenir du mercure après la mort du patient. La décomposition du cadavre peut engendrer un milieu favorable à la production de méthylmercure et/ou au relargage de mercure. La crémation, un phénomène en fort développement, est cause du rejet dans l'atmosphère de quantités très significatives de mercure gazeux. Il est, en effet, fréquent que le corps incinéré ait de 5 à 10 plombages. En Grande-Bretagne, on estime que l'incinération des amalgames au mercure dans les crématoriums est une menace pour la santé des riverains.
Depuis les années 1990, par mesure de précaution, il est obligatoire d'utiliser des capsules prédosées en mercure pour la fabrication des amalgames dentaires. De plus, de manière à limiter les rejets de mercure dans l'environnement, en France, un arrêté du 30 mars 1998 impose aux dentistes de séparer les déchets d'amalgames dentaires des autres.

### Position de l'ONU
La Convention internationale de Minamata sur le mercure de 2013, sous l'égide du Programme des Nations unies pour l'environnement (PNUE), n'a pas banni l'utilisation des amalgames dentaires au mercure, mais demande aux signataires de prendre des mesures pour éliminer 
progressivement leur utilisation.

### Position de différents pays
La toxicité de l'amalgame, couplée au risque environnemental lié à la présence de mercure, a conduit certains pays d'Europe (Allemagne, Autriche) à limiter son emploi.
La Russie et le Japon ont respectivement interdit l'usage d'amalgames dentaires au mercure en 1975 et 1982, en Norvège l'interdiction est effective depuis 2002. En Suède, ils ne sont plus remboursés depuis 1999 et en Allemagne « la pose d'amalgames dentaires n'est plus enseignée ».

#### France

##### Position du Conseil supérieur d'hygiène publique de France
Dans un rapport publié en 1998, le CSHPF donne plusieurs informations et émet des recommandations sur l'utilisation des amalgames :
- les amalgames dentaires libèrent du mercure sous différentes formes, et cette libération est augmentée par la mastication. Il est conseillé d'éviter la mastication fréquente de gomme à mâcher ;
- l'absorption principale se fait au niveau pulmonaire (mercure métal). Une partie du mercure franchit la barrière hémato-encéphalique et l'oxydation du mercure en HgO mène à une accumulation locale[réf. souhaitée]. Le rein est le lieu d'accumulation principal. Le mercure métallique passe facilement la barrière placentaire ;
- si le taux sanguin n'est pas un bon indicateur, les concentrations sériques, urinaires et tissulaires sont généralement corrélées au nombre d’amalgames. Les taux tissulaires fœtaux sont corrélés au nombre d’amalgames de la mère mais non la concentration dans le sang du cordon ;
- il ne faut pas placer d'amalgames dentaires au voisinage d'autres restaurations métalliques ni réaliser le fraisage ou le polissage de l'amalgame sans refroidissement, aspiration et champ opératoire, ces interventions entraînant la libération de mercure.

#### Norvège
Depuis le 1er janvier 2008, la Norvège a interdit l'utilisation du mercure pour toutes applications (et notamment dans les amalgames dentaires),.

#### Danemark
Le 1er avril 2008, le Danemark emboîte le pas de la Norvège.

#### Suède
En 1997, une étude effectuée à la demande de la Suède a identifié différents risques concernant le système nerveux central, les reins, le système immunitaire, le développement du fœtus, en particulier son système nerveux. Un rapport publié en 2003 est venu le compléter et le modifier :
- le mercure est un toxique polyvalent agissant à différents niveaux du métabolisme cellulaire, l'amalgame doit être considéré comme un matériau non adapté aux soins dentaires ;
- la marge de sécurité admise jusqu'ici, concernant les niveaux de mercure considérés comme sans danger, était surévaluée ;
- considérant l'influence inhibitrice sur le cerveau en développement, il n'est pas compatible avec les données de la science d'utiliser des amalgames chez l'enfant et chez la femme en âge de procréer ;
- pour des raisons médicales, l'amalgame devrait être supprimé des soins dentaires dès que possible. Cependant, la dépose des amalgames ne devrait pas être entreprise sans raisons médicales valables : le risque de complications liées à cette dépose excède le risque lié aux amalgames ;
- tout dentiste ou médecin, face à un patient à l'état pathologique peu clair ou souffrant d'une maladie auto-immune, devrait envisager que les effets secondaires liés au mercure des amalgames peuvent être une cause contribuant aux symptômes.

Les amalgames au mercure sont interdits en Suède depuis juin 2009.

#### Canada
Le mercure est inscrit sur la liste des produits toxiques qui « devront tôt ou tard être éliminés, […] La réduction du degré d’exposition aux métaux toxiques, à condition que l'on puisse le faire à un coût acceptable, est un principe reconnu dans le domaine de la gestion des risques ». 
Concernant les amalgames, une étude a été faite à l'initiative de Santé Canada en 1995. 
Menée par le Dr Richardson, elle se base sur la bibliographie existante (pas d'étude en laboratoire).
L'étude conclut à une dose journalière admissible (DJA) de 0,014 µg kg−1 j−1 soit environ 1 µg pour un adulte de 70 kg. La DJA serait dépassée en moyenne avec 4 amalgames chez l'adulte, 3 pour les adolescents et 1 pour les enfants. 
Santé Canada tempère cependant les résultats de ce rapport sur la base des taux urinaires et sanguins et des hypothèses de cette étude permettant d'extrapoler une DJA. Concernant la maladie d'Alzheimer, la sclérose en plaques ou la maladie de Parkinson, « les données actuelles sont insuffisantes pour confirmer et des études ultérieures devraient être menées. L'interdiction ou la dépose des amalgames ne paraissent donc pas justifiées chez les patients qui ne présentent aucun signe d'effets néfastes ». 
Toutefois, il existe une faible proportion de gens hypersensibles au mercure et chez lesquels cet élément peut entraîner de graves problèmes de santé même à faibles doses. Santé Canada émet donc les recommandations suivantes :
- éviter les opérations utilisant des amalgames chez les enfants, les femmes enceintes et chez les personnes souffrant de maladies rénales, car le mercure peut traverser la barrière placentaire et peut nuire aux fonctions rénales à des niveaux d’exposition subcliniques ;
- les dentistes devraient utiliser des méthodes permettant de réduire le risque d’exposition aux vapeurs de mercure, tant pour leur patient que pour eux-mêmes ;
- ils devraient conseiller aux patients qui risquent de souffrir d’une hypersensibilité allergique au mercure d’éviter les amalgames ;
- éviter le polymétallisme ;
- les dentistes devraient informer les patients sur les avantages et risques de ces matériaux et reconnaître le droit du patient à refuser un traitement utilisant ces matériaux.

## Alternatives
Aucun matériau n'offre une solution parfaite de remplacement de l'amalgame. Il faut savoir choisir le plus adapté en fonction de chaque cas et des possibilités financières du patient.
- Composites : encore appelés résines, les composites dentaires sont largement employés pour remplacer l'amalgame au mercure. Cependant, leur emploi se limite à des patients présentant une hygiène bucco-dentaire très rigoureuse[réf. nécessaire][54], sur des cavités situées au-dessus du niveau de la gencive. Le résultat dépend en réalité plus de la virtuosité du dentiste que de la composition du matériau. En effet, ces résines durcissent par réaction de polymérisation. Or, lorsqu'elles ne sont pas entièrement polymérisées (ce qui est le cas quand elles sont montées et collées directement en bouche en une seule étape, mais pas quand elles sont montées en laboratoire de prothèse puis collées en bouche), elles relarguent différentes molécules : Bis-GMA, TEGDMA, Bis-EMA, UDMA... qui sont des molécules monomères qui sont allergisantes[réf. nécessaire], cytotoxiques[réf. nécessaire], cancérigènes[réf. nécessaire], avec des effets sur les réactions immunitaires locales[réf. nécessaire]. De plus, quand elles vieillissent, les résines composites se dégradent et relarguent entre autres du bisphénol A et du formol[réf. nécessaire]. Par ailleurs, les résines composites sont très sensibles à l'humidité[réf. nécessaire]. Leur manipulation doit suivre un protocole très rigoureux (beaucoup plus rigoureux que celui des amalgames dentaires)[réf. nécessaire]. Mal utilisées, ces résines relarguent d'autant plus de matériaux non polymérisés, de plus elles entraînent énormément de récidive de carie, du fait qu'elles sont mal collées, et donc non étanches[55].
- Les inlays : obturations réalisées au laboratoire de prothèses à partir d'une empreinte, les inlays-onlays sont la seule alternative valable en cas d'obturation volumineuse. Ils sont réalisés en métal, en céramo-métal, en céramique pure ou en résine cuite. Leur coût élevé et leur faible remboursement limite leur emploi.
- La restauration en céramique

Bien que ne présentant pas la toxicité du mercure, ces solutions alternatives posent d'autres problèmes. Elles tendent, par exemple, parfois à se rétracter au cours du temps, ce qui conduit à un manque d'étanchéité du matériau[réf. nécessaire]. Elles peuvent aussi provoquer des allergies ou des intolérances. Elles sont dangereuses lorsque le dentiste ne maîtrise pas parfaitement leur protocole opératoire[réf. nécessaire].